# Гетто в Озаричах (Гомельская область)
Гетто в Оза́ричах (Гомельская область) (лето 1941 — 3 марта 1942) — еврейское гетто, место принудительного переселения евреев деревни Озаричи Калинковичского района Гомельской области и близлежащих населённых пунктов в процессе преследования и уничтожения евреев во время оккупации территории Белоруссии войсками нацистской Германии в период Второй мировой войны.

## Оккупация Озаричей и создание гетто
В деревне (с 1959 года — городской посёлок) Озаричи по результатам переписи населения 1939 года проживало 1059 евреев. Деревня была захвачена немецкими войсками в июле 1941 года, и оккупация продлилась 2 года и 6 месяцев — до 20 января 1944 года.
Реализуя нацистскую программу уничтожения евреев, немцы создавали гетто почти во всех городах и населённых пунктах Беларуси, где проживало еврейское население. Так и в Озаричах оккупанты организовали гетто.

## Условия в гетто

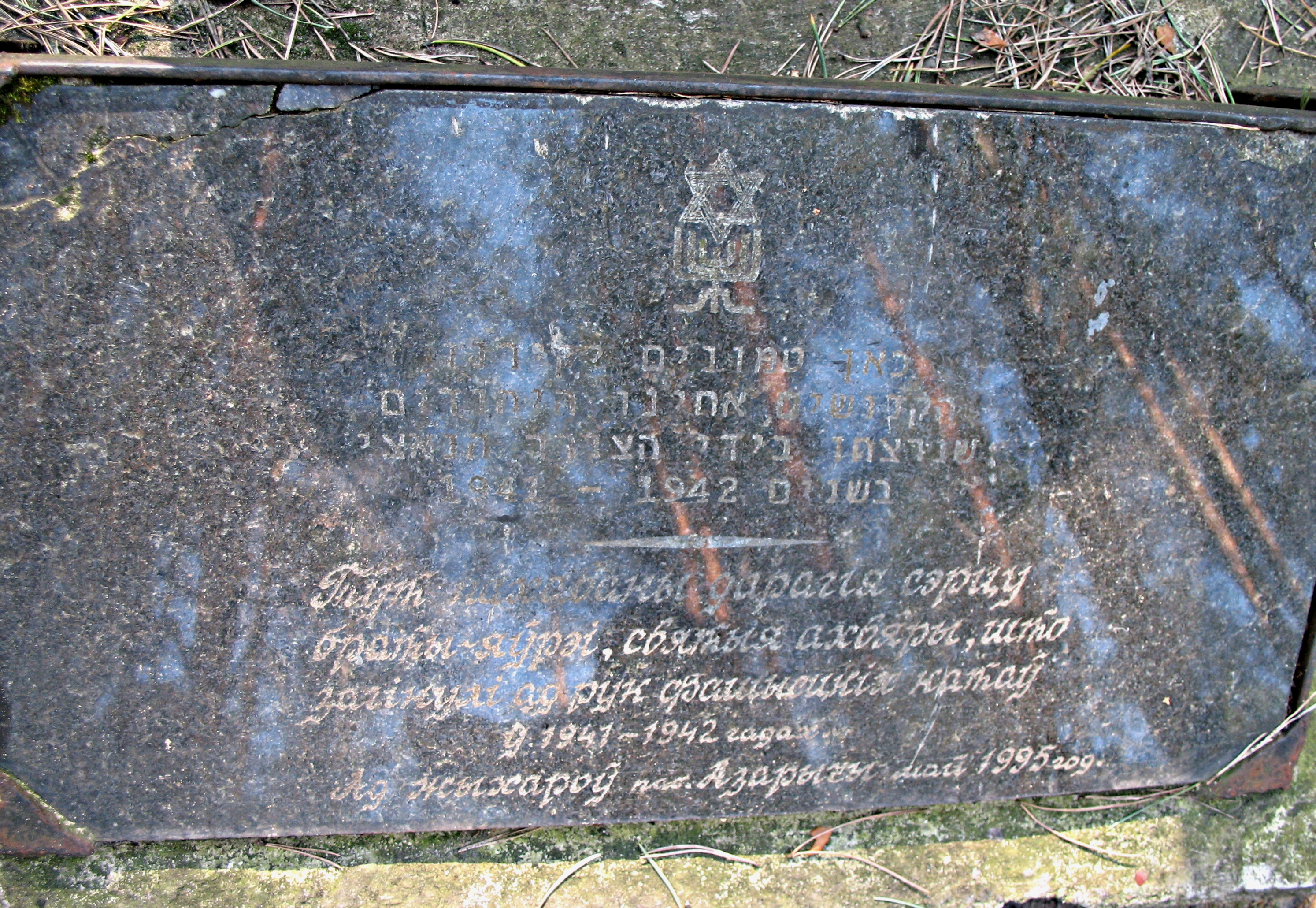
Надпись на старом памятнике

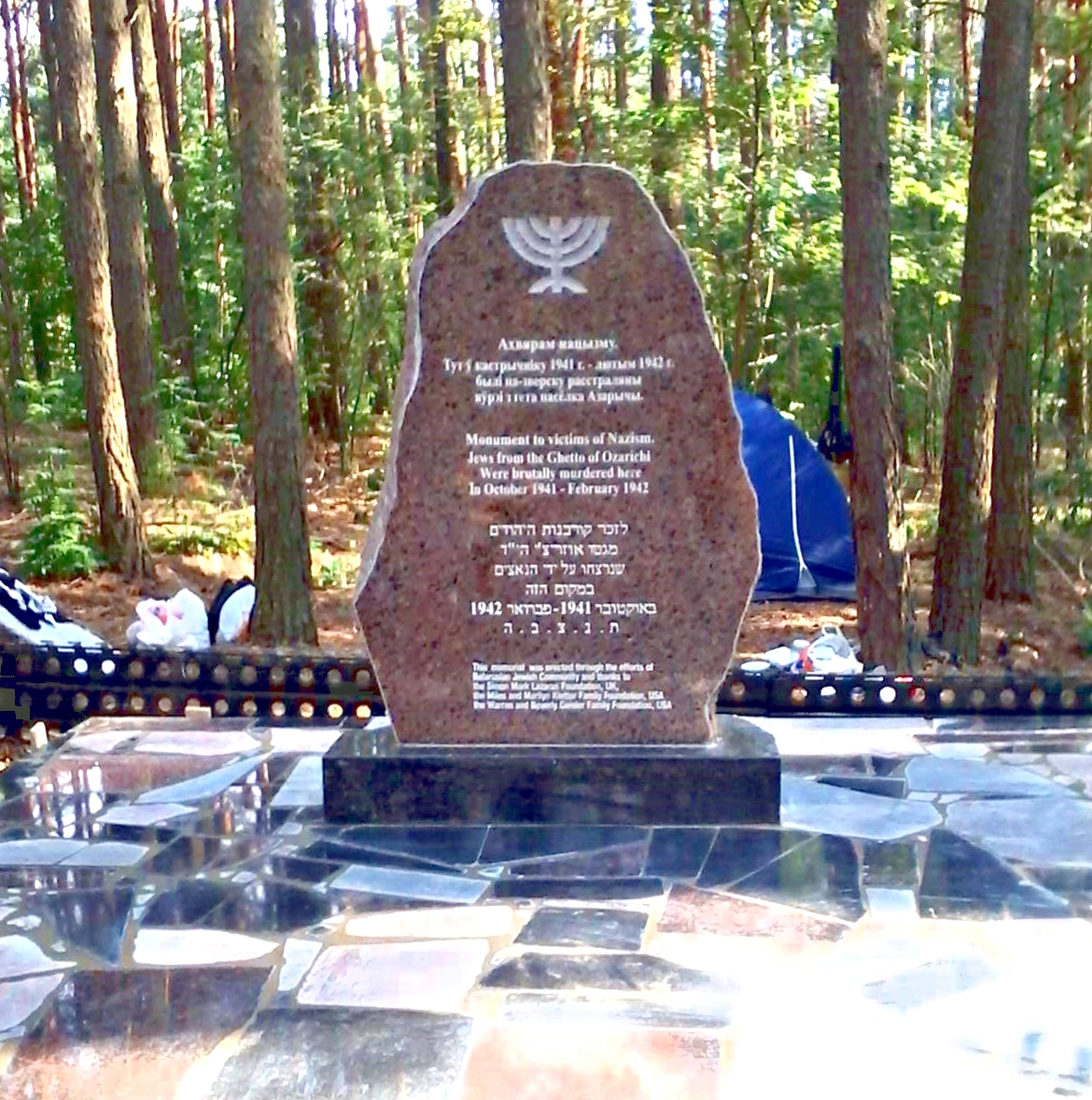
Новый памятник

Под гетто в Озаричах отвели территорию предвоенного проживания евреев, оставили их жить в своих домах и запретили появляться без нашитых на верхнюю одежду жёлтых меток.
Немцев в деревне почти не было, постоянно находился только комендант, и практически полную власть над всеми жителями имели местные белорусские и приезжие украинские полицаи.

## Уничтожение гетто
Евреев в Озаричах убивали с ноября 1941 года до марта 1942 года. Некоторые смогли уйти в партизаны.
3 марта 1942 года все ещё оставшиеся в деревне евреи были убиты во время очередной «акции» (таким эвфемизмом нацисты называли организованные ими массовые убийства) недалеко от еврейского кладбища.
В октябре 1943 года немцы пригнали военнопленных, заставили их выкопать и сжечь тела убитых евреев, после чего убили самих военнопленных.

## Случаи спасения
Залмана Гиршевича Лившица родные вытолкнули из колонны, которую вели на расстрел. Новицкая Анна Михайловна забрала его и две недели прятала, потом Залман ушёл к партизанам.

## Память
Всего в Озаричах жертвами геноцида евреев стали около 300 человек. Опубликованы их неполные списки.
В 1995 году на старом еврейском кладбище был установлен памятник с надписью на белорусском языке и на иврите: «Тут пахаваны дарагія сэрцу браты-яўрэі, святыя ахвяры, што загінулі ад рук фашысцкіх катаў у 1941—1942 гг. Ад жыхароў пас. Азарычы. Май 1995».
В 2014 году памятник заменён на новый.